# Straat Torreseilanden
De Straat Torreseilanden is een eilandengroep die uit 274 kleine eilanden bestaat en gelegen is in Straat Torres, tussen het Kaap York-schiereiland en Papoea-Nieuw-Guinea. De meeste eilanden zijn onderdeel van de Australische provincie Queensland. Enkele eilanden behoren echter bij de provincie Western dat bij Papoea-Nieuw-Guinea hoort. Onder deze laatste groep valt ook het eiland Daru waarop ook de plaats Daru ligt, de hoofdstad van Western.
Van alle eilanden zijn er slechts veertien bewoond. Veel eilanden worden bedreigd door de zeespiegelstijging.

## Geschiedenis
De Straat Torres werd in het jaar 1606 ontdekt door Luís Vaz de Torres, toen hij onder leiding van Pedro Fernandes de Queirós vanuit Peru in de Grote Oceaan naar Terra Australis zocht. 
In het jaar 1897 werden de eilanden geannexeerd door Queensland. Waar ze nog steeds deel van uitmaakten toen Papoea-Nieuw-Guinea in het jaar 1975 onafhankelijk werd van Australië. Dit resulteerde in onenigheid omdat de inwoners zich Australiërs voelden, maar de regering van Papoea-Nieuw-Guinea had er bezwaar tegen dat Australië complete macht zou hebben over Straat Torres. Uiteindelijk werd deze onenigheid opgelost met een verdrag, waarin stond dat alle bewoonde eilanden bij Australië zouden blijven, maar dat de zeegrens halverwege de straat zou komen te liggen.

## Geografie
De Straat Torreseilanden liggen verspreid over een gebied van 48 000 km2. De totale oppervlakte van de eilanden bedraagt echter slechts 566 km2, waarvan 21 784 hectaren gebruikt worden voor de agricultuur. De archipel is ontstaan toen ongeveer 12 000 jaar geleden de landbrug tussen Australië en Papoea-Nieuw-Guinea overspoelde. De hoge toppen op die landbrug bleven boven water en vormden de eilanden.
Op en om de eilanden leven diverse diersoorten, zoals de zeekrokodil en de doejong.
Het grootste deel van de eilanden hoort bij Australië en valt bestuurlijk onder Torres Shire Council, een Local Government Area van Queensland. Het gebied is bestuurlijk vervolgens opgedeeld in vijf eilandregio's. 
- Top Western groep
- Western groep met onder andere Booby Island[1]
- Central groep
- Eastern groep met onder andere Murrayeiland.
- Inner Islands groep

Enkele noordelijk gelegen eilanden waaronder Daru behoren tot Papoea-Nieuw-Guinea.